# Тофаларский заказник
Тофала́рский заказник — особо охраняемая природная территория, государственный природный заказник федерального значения в Иркутской области России. Создан 12 августа 1971 года на территории бывшего первого в стране Саянского заповедника. Местообитание редких видов животных и растений.
Расположен на юго-западе Нижнеудинского района, в высокогорной части Восточного Саяна, в 70 км западнее села Верхняя Гутара. Западные и южные очертания проходят по водоразделам бассейнов Агула с Каном и Кизиром, по административной границе между Иркутской областью и Красноярским краем. Общая площадь территории составляет 132,7 тысячи гектаров, площадь охранной зоны — 50 тыс. га.

## Цель создания
Создан с целью сохранения, восстановления и воспроизводства дикой фауны, в том числе редких и находящихся под угрозой исчезновения её объектов; сохранения среды обитания и путей миграции объектов фауны; осуществления экологического мониторинга и экологического просвещения.
К основным объектам охраны относятся природные комплексы северного макросклона Восточного Саяна в окрестностях Агульского и Медвежьего озёр, горно-таёжные кедровые леса с характерным для них животным миром, охотничье-промысловая фауна (бурый медведь, северный олень, изюбрь, кабарга, кабан, соболь, рысь, росомаха, глухарь, белая куропатка) и ихтиофауна.

## История
История заказника началась в начале XX века, когда из-за резкого снижения численности соболя возникла необходимость создания охранных территорий для спокойного существования и размножения этого животного. В 1913 году охотовед и зоолог Анатолий Алексеевич Силантьев предложил проект по изучению пригодных для этой цели ценных соболиных угодий, а Саяны стали одним из районов исследований. Экспедицию в эту горную страну возглавил охотовед, этнограф и путешественник Дмитрий Константинович Соловьёв, одним из его помощников стал студент Петроградского лесного института Валериан Белоусов.
В итоге для будущего Саянского заповедника в 1915 году была определена территория в труднодоступной части Восточно-Саянских гор площадью порядка 1,2 млн гектаров в пределах Нижнеудинского района Иркутской области и части Курагинского района Красноярского края, покрывающая всю юго-западную часть Тофаларии.

Как памятник девственной природы, Саянский заповедник, благодаря чрезвычайно разнообразному и красивому ландшафту и сочетанию самых различных представителей флоры и фауны, которые сохранятся в нём в нетронутом виде на неопределённое время, будет иметь большую ценность в научном и просветительном отношениях для будущих поколений— Д. К. Соловьёв
В том же году заповедник начал свою работу, в мае 1916 года его заведующим был назначен один из участников проектировочной экспедиции Август Гансович Лепп. Однако после Октябрьской революции, когда заповедник оказался в зоне Гражданской войны и борьба с браконьерами стала невозможной, он был передан в ведение Сельскохозяйственного учёного кабинета комиссариата земледелия Временного сибирского правительства и, не успев получить официальное оформление, в период 1918—1919 годов перестал существовать.
Постановлением Совета народных комиссаров РСФСР в августе 1939 года Саянский заповедник был восстановлен практически в тех же границах, но просуществовав чуть более десяти лет, в 1951 году, как и многие другие заповедники, был ликвидирован, а его территория передана в хозяйственное использование.
1 июля 1965 года в газете «Известия» вышла статья в защиту горной природы Саян, написанная изыскателем-геодезистом, автором книги «Мы идём по Восточному Саяну» Григорием Федосеевым. В ней рассказывалось о браконьерском истреблении в Восточном Саяне многих видов животных и рыб ценных пород. Официальный ответ последовал в одном из октябрьских номеров «Известий», в котором заместитель начальника Главного управления охотничьего хозяйства и заповедников при Совете Министров РСФСР признал факты незаконной охоты, ведущейся местными жителями, туристами и работниками геологических экспедиций. Был снят с работы директор Ирбейского коопзверпромхоза Красноярского края, а его заместителю объявлен строгий выговор. Также от занимаемой должности был освобождён егерь районного общества охотников и рыболовов.
Главохоте РСФСР было поручено повлиять на ситуацию, в результате чего в том же году на территории бывшего Саянского заповедника, но в более узких границах, был организован Тофаларский заказник местного значения, а Распоряжением Совета министров РСФСР от 12 августа 1971 года он получил статус республиканского (федерального) государственного заказника.
С 2011 года Тофаларский заказник включён в структуру Байкало-Ленского заповедника. Виды деятельности и природопользования на его территории регламентированы Приказом Министерства природных ресурсов и экологии Российской Федерации от 30.06.2009 № 175.

## Климат
Климат территории резко континентальный, с продолжительной, тянущейся с середины октября до марта, очень холодной зимой. Глубина промерзания грунта — до 2 метров. Для весны характерны резкие колебания температуры, сильные ветра и ясная погода, окончательное таяние снега происходит в начале июня. Прохладное лето с преимущественно малооблачной погодой длится с середины июня до середины августа. В отличие от первой, засушливой половины, вторая половина лета изобилует дождями, нередко ливневого характера, с грозой и градом. В год выпадает от 300 до 600 мм осадков. С середины августа наступает короткий, пасмурный и дождливый период осени, когда тёплые дни могут чередоваться с ночными заморозками уже в начале сезона. Средняя температура января на высоте от 900 до 1300 м составляет −17…−25 °C, средняя температура июля — от 12 до 14 °C.

## Природа
Заказник является местообитанием редких видов животных и растений, к наиболее уязвимым из которых относятся башмачок крупноцветковый, жирянка обыкновенная, орлан-белохвост, сапсан, лесной подвид северного оленя. Кроме того, на территории заказника возможно обитание снежного барса и почти исчезнувшего красного волка.
Всего обнаружено 123 вида сосудистых растений, 5 видов лишайников и 20 видов мохообразных; 129 видов беспозвоночных и 30 видов позвоночных животных. Чёрный аист, беркут, пискулька, скопа, орлан-белохвост, сапсан, филин и северный олень (саяно-алтайская популяция) занесены в Красную книгу России и Красную книгу Иркутской области. Фауна включает 27 видов млекопитающих (распространены в основном обычные виды копытных, хищников и грызунов), 16 видов птиц и 6 видов рыб (гольян, хариус Световидова, ленок, налим, каменная широколобка и таймень).

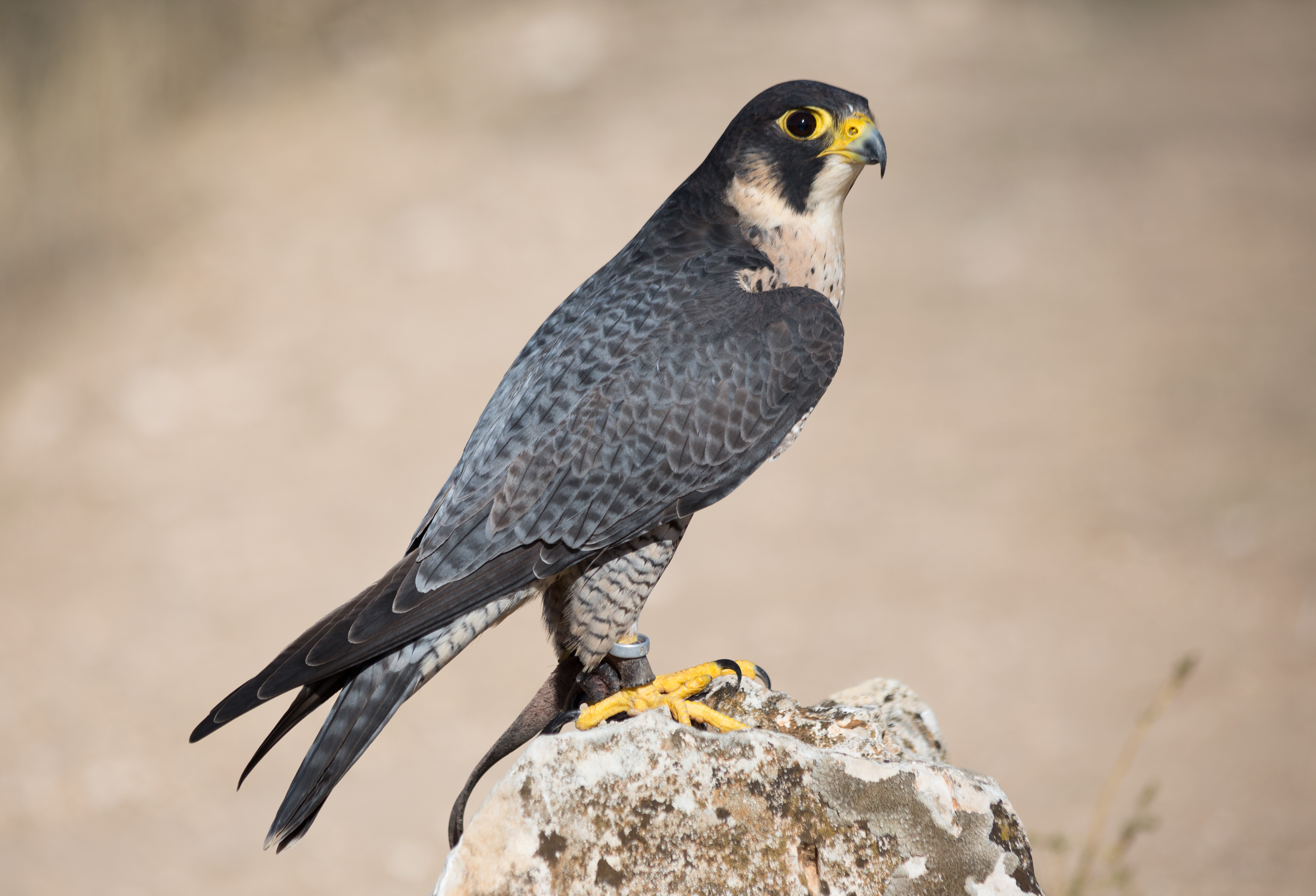
Сапсан
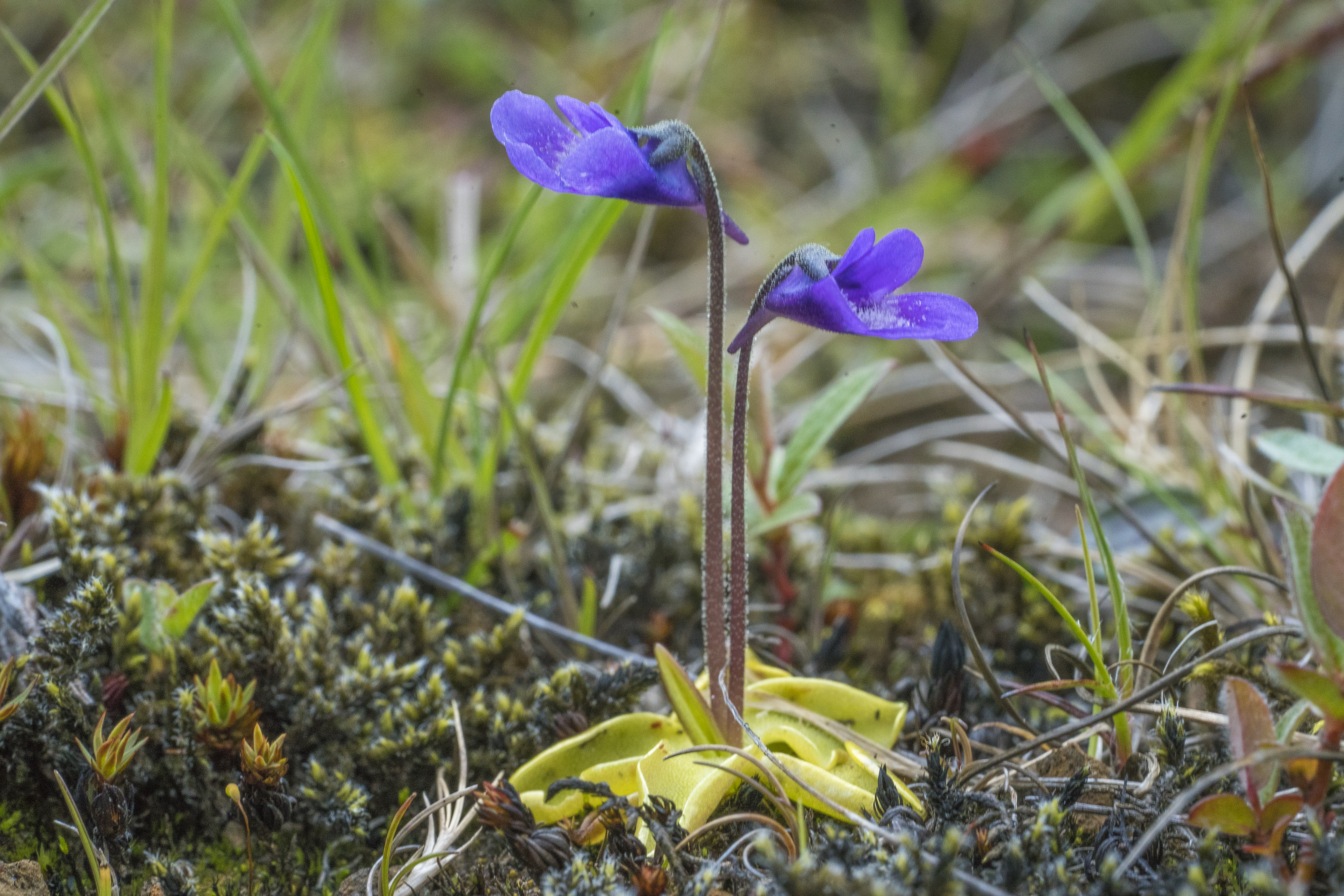
Жирянка обыкновенная
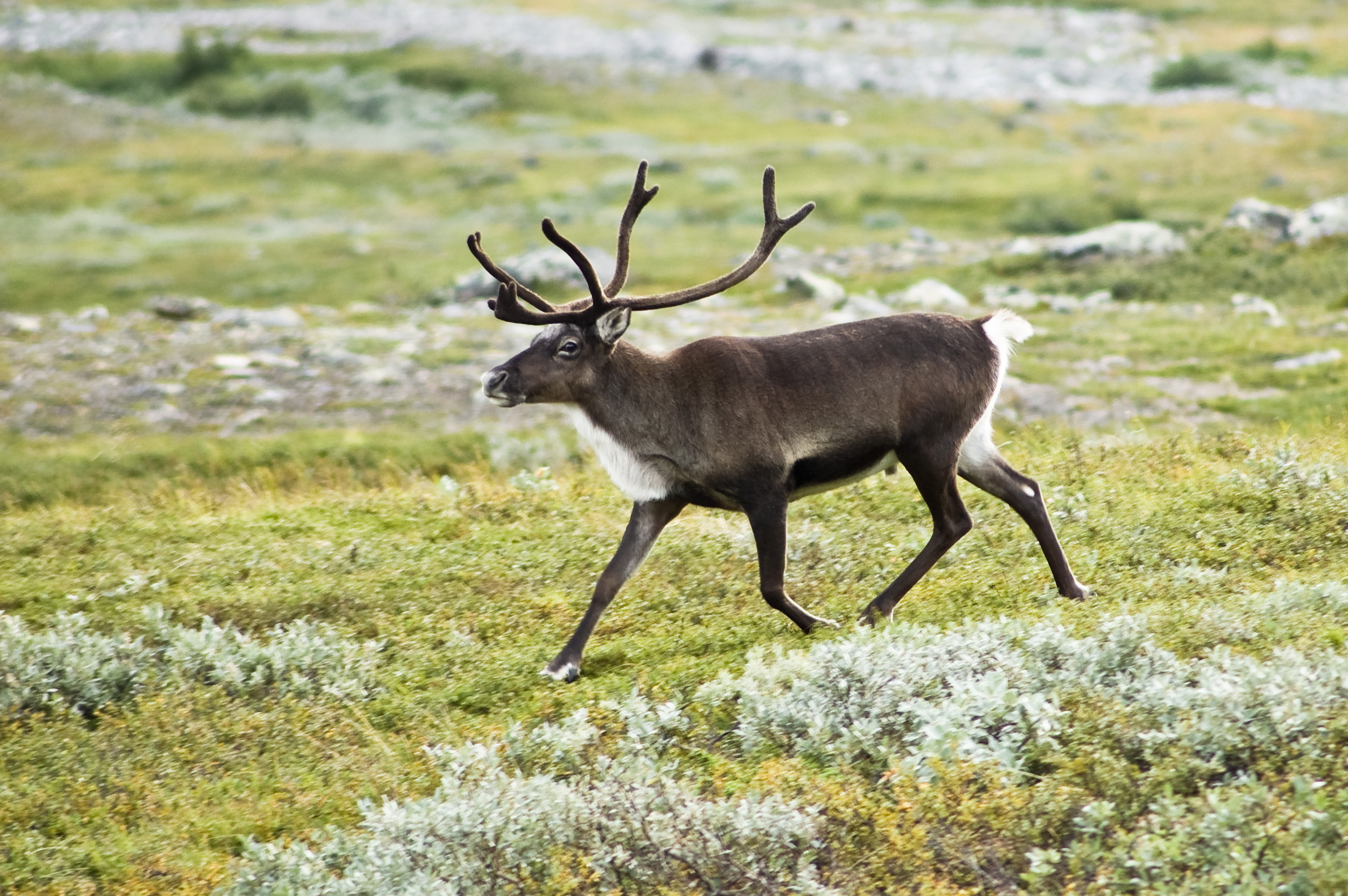
Северный олень
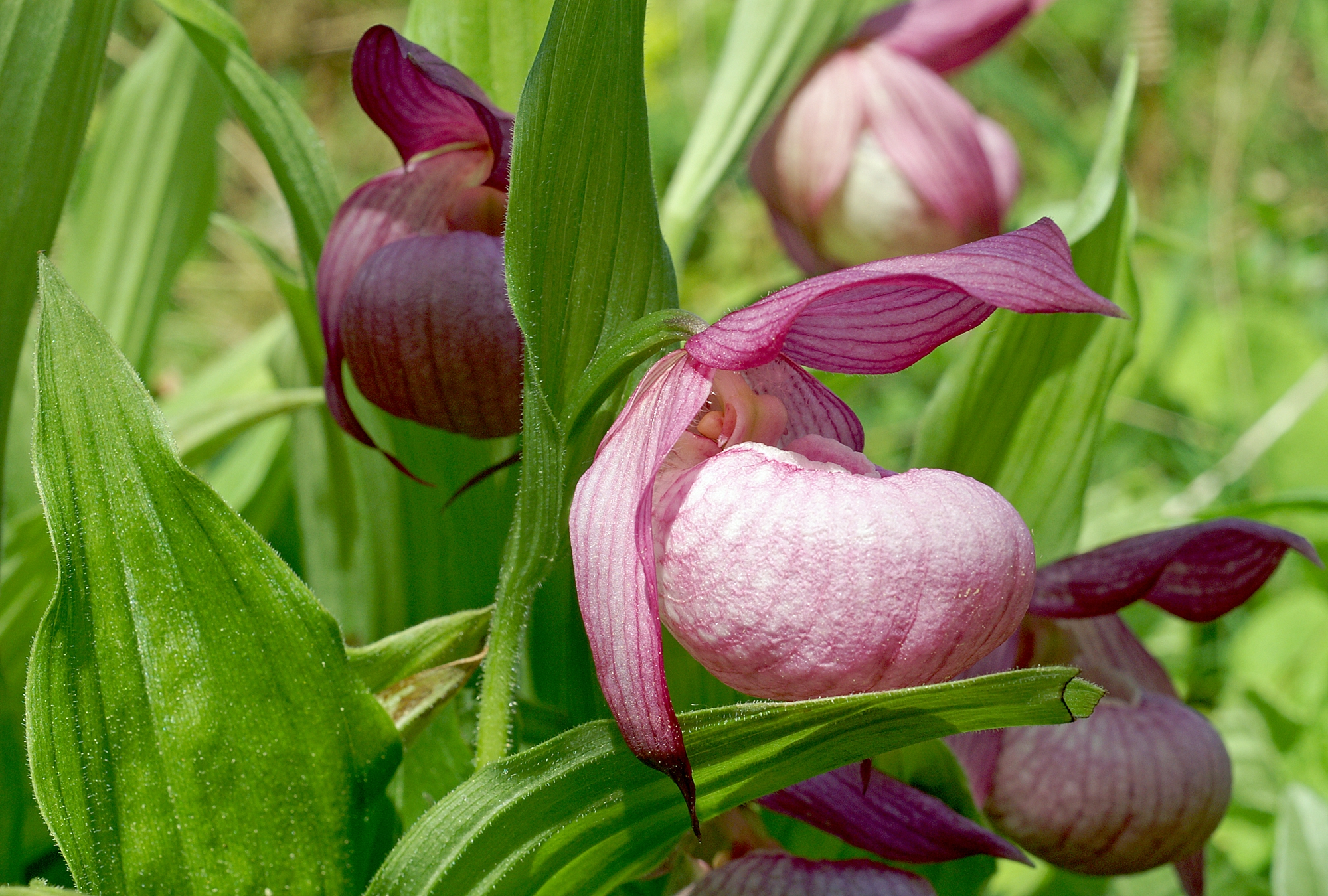
Башмачок крупноцветковый
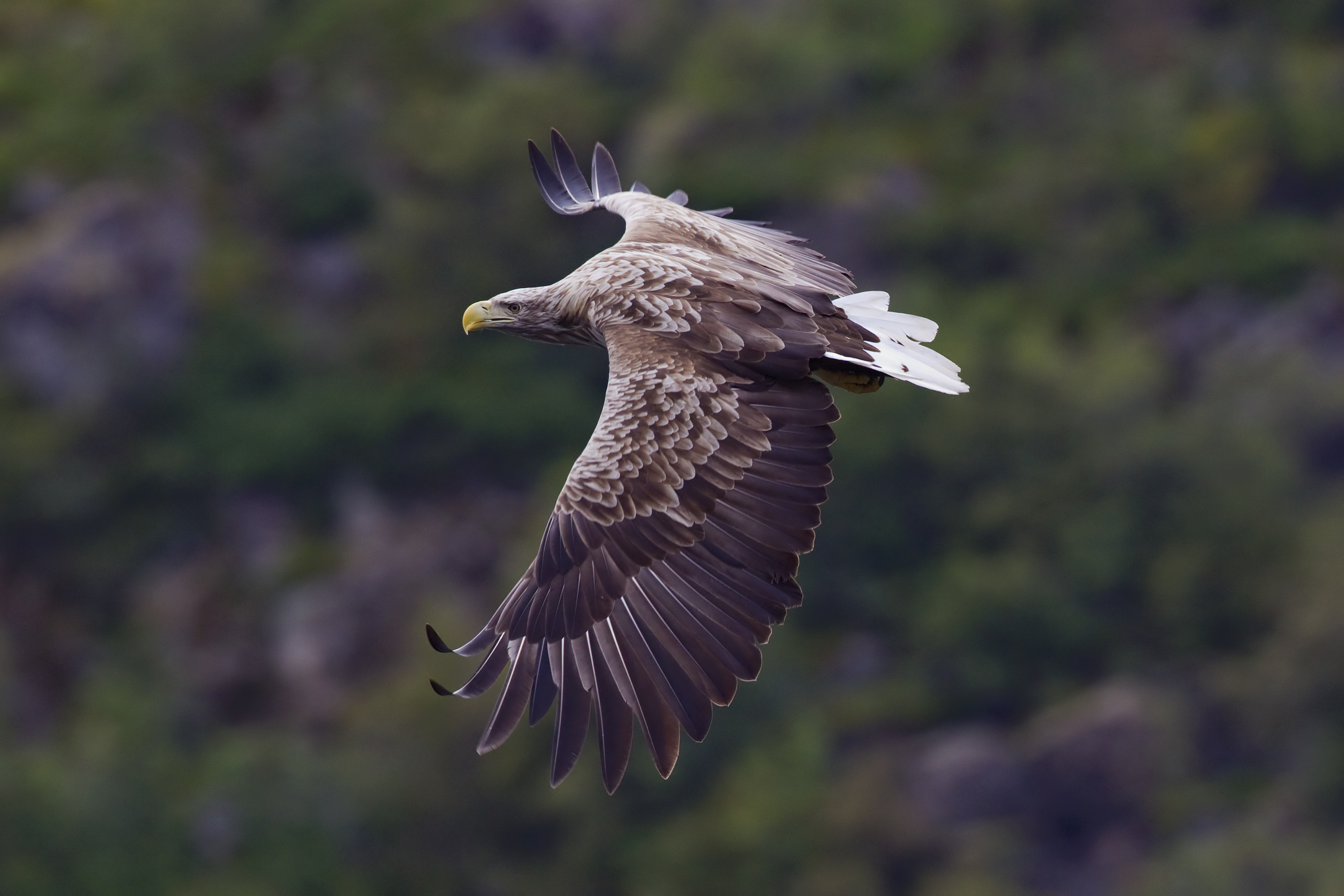
Орлан-белохвост

Тофаларский заказник охватывает 12 типов горных ландшафтов, имеет горно-таёжный рельеф и развитую речную сеть, большая часть массивов горной тайги никогда не подвергалась антропогенному воздействию. Выше пояса лесов широко распространены курумы. Для склонов горных хребтов высотой менее 2000 м характерен среднегорный рельеф с глубокими долинами, аккумулятивный рельеф котловин сложен ледниковыми, водно-ледниковыми и озёрными отложениями. В юго-восточной части заказника наблюдается многолетняя мерзлота. Максимальная высота — 2432, минимальная — 780 метров над уровнем моря. Наибольшие высоты имеют водораздельные массивы. Основные реки — Большой Агул (62 км в пределах заказника) и Малый Агул (70 км) с притоками. В долинах рек встречаются мелкие озёра, характерной особенностью которых является отсутствие пояса водной прибрежной растительности. К достопримечательностям ООПТ относятся:
- Агульское озеро. Высота — 920 м над уровнем моря. Вытянуто вдоль долины Агула, с запада и востока окружено крутыми скалами. Южный берег немного заболочен, на севере тянутся песчаные косы. Длина озера — 11 км, ширина — до 1,2 км, максимальная глубина составляет 104 м. Температура воды в конце июля — 10—12 °С. Ихтиофауна представлена тайменем, ленком, хариусом[21].
- Медвежье озеро. Расположено в верховьях реки Озёрной. Вытянуто с юга на север и окружено отрогами Канского Белогорья. Длина озера — 7,2 км, ширина — 1,0—1,2 км, максимальная глубина достигает 63 м. Температура воды в конце июля — 10—12 °С[21].
- Ледник Кусургашева. Относится к одному из крупнейших участков оледенения в Восточном Саяне. Находится у истоков реки Орзагай, в северо-западном цирке Орзагайских гольцов. Верхняя часть ледника зажата в узком ущелье и, постепенно расширяясь, падает вниз под углом примерно 45°. На его выпуклой части хорошо видны трещины глубиной до 5 м. Длина ледника — 1,5 км, площадь — около 0,3 км²[14][22].

## Комментарии
1. ↑  Саянский заповедник начал функционировать в 1915 году, в то время как постановление правительства о создании первого из ныне действующих Баргузинского заповедника вышло в период 1917—1919 гг.[3][7]